# Kouthanallur
Kouthanallur è una suddivisione dell'India, classificata come municipality, di 22.986 abitanti, situata nel distretto di Tiruvarur, nello stato federato del Tamil Nadu. In base al numero di abitanti la città rientra nella classe III (da 20.000 a 49.999 persone).

## Geografia fisica
La città è situata a 10° 43' 06 N e 79° 31' 08 E.

## Società

### Evoluzione demografica
Al censimento del 2001 la popolazione di Kouthanallur assommava a 22.986 persone, delle quali 10.842 maschi e 12.144 femmine. I bambini di età inferiore o uguale ai sei anni assommavano a 2.947, dei quali 1.445 maschi e 1.502 femmine. Infine, coloro che erano in grado di saper almeno leggere e scrivere erano 16.910, dei quali 8.485 maschi e 8.425 femmine.